# 塔斯馬尼亞副南乳魚
塔斯馬尼亞副南乳魚為輻鰭魚綱胡瓜魚目南乳魚科的其中一種，分布於塔斯馬尼亞中部的淡水水域，體長可達7.5公分，棲息在沙石底質、植被生長的溪流、湖泊，屬雜食性，以藻類、昆蟲、甲殼類等為食，生活習性不明。

## 擴展閱讀
維基物種上的相關：塔斯馬尼亞副南乳魚